# 臺南市私立港明高級中學
臺南市私立港明高級中學（英語：Kang Ming Senior High School，KMSH）名字取自「人生的港岸，前途的明燈」，位於臺灣臺南市西港區，創校於1962年。

## 校史
- 1962年，由黃圖、曾子來等人集資籌辦，訂名為「臺南縣私立港明初級中學」，推舉黃圖擔任董事長，而黃圖哲嗣黃慶雲、黃慶芳兄弟建立之南寶樹脂企業集團，則為學校經營重要支持。
- 1968年，臺灣實施九年國民教育，遂改制為綜合中學，除國中部外，另設有高中體育班一班及化驗科、商業科等職業類科，並附設有高級工商補習學校。
- 1969年，正式設立高中部，改名為「臺南縣私立港明中學」。此後國中部逐年增班，而原有體育班、化驗科、商業科則相繼停辦。
- 1979年，改名為「臺南縣私立港明高級中學」
- 1980年，普通班正式招生，附設有國中部及高職補校，正式成為完全中學。
- 2008年2月，通過了ISO 9001-2000國際教育品質認證。
- 2010年12月，因應臺南縣市合併升格直轄市，改名為「臺南市私立港明高級中學」。

### 校長
| 任次   | 校長   | 任期時間                    |
| ------ | ------ | --------------------------- |
| 第一任 | 王澄助 | 1962年8月－1975年7月        |
| 第二任 | 林進山 | 1975年8月－1998年1月        |
| 第三任 | 蔡本全 | 2002年2月1日－2006年1月31日 |
| 第四任 | 陳國偉 | 2006年2月1日－2013年7月31日 |
| 第五任 | 劉麟麟 | 2013年8月1日一2018年1月31日 |
| 第六任 | 劉春福 | 2018年2月1日-現任           |

## 外部連結
- 臺南市港明中學Facebook